# عبد الله نمر درويش
الشيخ عبد الله نمر درويش عيسى (بالعبرية: עבדאללה נימר דרוויש עיסא؛ 1948 - 14 مايو 2017) هو سياسي فلسطيني من عرب الداخل ومؤسس الحركة الإسلامية في إسرائيل. توفي في 14 مايو 2017.

## دعوته
في عام 1971 تخرج عبد الله نمر درويش من المدرسة الإسلامية (المعهد الديني) في نابلس، وبدأ يدعو إلى الإسلام ويعمل على بناء جيل يحمل الإسلام عقيدة وشريعة ونظام حياة. في عام 1972 أقام أول نواة للحركة الإسلامية في كفر قاسم؛ حيث اقتصر على نشر الدعوة حتى عام 1974، وبدأت دعوته (العودة إلى الإسلام) تصل إلى القرى المجاورة (كفر برا وجلجولية والطيبة). وفي عام 1978 وصلت الدعوة إلى مدن مثل أم الفحم وباقة الغربية وجت شمالي منطقة المثلث، وفي عام 1979 وصلت إلى النقب، أما في عام 1980 فقد وصلت إلى الناصرة وبعض قرى الجليل.

## أسرة الجهاد
ألقي القبض على الشيخ درويش عام 1981، وحُكم عليه بالسجن 4 سنوات، أمضى منها 3، وأفرج عنه عام 1984، وكانت التهمة التي أدين بها صلته بتنظيم سري إسلامي (أسرة الجهاد) بعدما اتُهم أعضاء هذا التنظيم بحيازة أسلحة ومتفجرات وإشعال النيران في ممتلكات يهودية، وحكم على زعيم التنظيم (فريد أبو مخ) بالسجن 10 أعوام، وأطلق سراحه مع آخرين في إطار صفقة جبريل عام 1985.
وقد تأسست «أسرة الجهاد» (منظمة سرية شبه عسكرية) التي سُجن بسببها الشيخ درويش عام 1979 من مجموعة من الشبان من تيار سُمّي «التائبين» بقيادة فريد أبو مخ من مدينة باقة الغربية، دعوا إلى تحرير فلسطين بالجهاد المسلح بما في ذلك الحرب الاقتصادية ونُسبت لهم عمليات إحراق ممتلكات يهودية.

## حركة الشباب المسلم
عاد الشيخ نمر درويش بعد الإفراج عنه إلى قرية كفر قاسم ليتزعم الحركة الإسلامية، التي اهتمت بالبنية التحتية الاجتماعية، فأقامت شبكة من عشرات الجمعيات والروابط القانونية التي أسست بدورها رياض الأطفال، عيادات، نوادٍ رياضية، كلية دينية.
وأسست حركة الشباب المسلم التي ركزت نشاطها بشكل أساسي على السلطات المحلية، وحددت آلية عملها على النهوض بأوضاع فلسطينيي 48 ورعاية شئونهم بأنفسهم؛ بحيث يقوم المشاركون فيها بأعمال عامة مثل شق الشوارع والطرقات وإقامة محطات الوقوف والمواصلات العامة وترميم المدارس وتنظيف المقابر وبناء الصفوف الدراسية، كما واهتمت بخدمات المسنين وعملت على إنشاء مكتبات عامة للكتب الدينية.
وكان من الطبيعي أن تدرس الحركة المستجدات، وأن تتبنى مبدأ العمل في ظل القانون، وأن تعود إلى ما بدأت به من إقامة القاعدة الأساسية، فكثفت في الثمانينيات والتسعينيات من إنشاء المؤسسات الدينية التي تقدم خدمات حيوية لفلسطينيي 48؛ الأمر الذي زاد من شعبية هذه الحركة داخل صفوف الفلسطينيين، ونظرًا لما تستغله الحركة من مفهوم ديني حول تحرير القدس والمسجد الأقصى (القبلة الأولى للمسلمين).

## المشاركة في الكنيست
في عام 1989 حققت الحركة الإسلامية في فلسطين 48 انتصارًا كبيرًا في انتخابات السلطات المحلية بفوزها برئاسة خمسة سلطات محلية عربية هي: أم الفحم، رهط، كفر قاسم، جلجولية، كفر برا، بالإضافة إلى نجاح أقل في عدة مدن وقرى مثل: الناصرة وكفر كنا. وقد جعلت هذه المبادئ التي رفعتها الحركة الإسلامية بجناحيها خاصة جناح الشيخ نمر درويش التيار «المعتدل» فيها يفوز في انتخابات الكنيست 1996 و1999 بمقعدين في كل مرة. أدت مشاركته في انتخابات الكنيست إلى حدوث شق في الحركة الإسلامية. القسم الذي ترأسه الشيخ درويش شارك في انتخابات الكنيست وعرف بالحركة الجنوبية. والقسم الشمالي برئاسة الشيخ رائد صلاح الذي رفض المشاركة بانتخابات الكنيست.

## طالع أيضًا
- الحركة الإسلامية في إسرائيل
- رائد صلاح